# Visée reflex
Cet article court présente un sujet plus développé dans : Appareil photographique reflex mono-objectif, Viseur (photographie) et Cadrage.

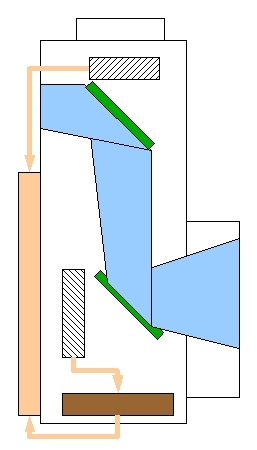
Viseur reflex

On appelle visée reflex ou visée réflexe, dans un appareil de prise de vues photographiques, un viseur dans lequel l'opérateur effectue le cadrage sur une image formée par l'objectif principal.
La visée reflex s'oppose à la visée sport, constituée d'un cadre et d'un croisillon dans un axe parallèle à l'axe optique de l'appareil, à la visée claire, qui est une optique de lunette dont le champ est à peu près le même que celui de l'appareil, et à la visée reflex bi-objectif, dans laquelle un objectif proche de l'objectif principal sert pour la visée.
Par rapport aux autres systèmes, la visée reflex a l'avantage d'éliminer l'erreur de parallaxe. Si la réalisation en est suffisamment précise, le cadrage que voit l'opérateur est conforme à celui de la surface sensible. On le vérifie par l'essai de conformité de cadre. Aux mêmes conditions, la mise au point sur le dépoli de visée correspond à celle sur la surface sensible.
La plupart des viseurs reflex utilisent un miroir intermittent pour dévier le faisceau formateur d'image vers la visée en dehors du temps d'exposition de la surface sensible. Dans un appareil photographique, le miroir se relève au moment du déclenchement ; dans une caméra, il est solidaire de l'obturateur rotatif. Certaines caméras comme la Paillard-Bolex HR16 utilisaient un miroir semi-transparent pour prélever en permanence  une partie du flux principal ; cette visée sans papillotement intéressait surtout à des cadences lentes comme les Pathé-Baby Webo. Des objectifs prévus pour s'adapter sur des caméras sans visée reflex ont utilisé le même principe.
Les appareils à visée reflex sont de petit (35 mm) ou moyen format.
Dans la plupart des appareils modernes, un oculaire, que l'opérateur presbyte peut ajuster à sa vue — les autres accomodent à la distance de l'image —, permet de voir clairement le dépoli, dont les dimensions sont nécessairement les mêmes que celle de la  surfaces sensible. Les caméras ajoutent un système de prismes pour redresser l'image qui permet à l'opérateur de diriger l'oculaire vers le haut ou vers le bas.
La visée reflex forme l'image sur un verre de visée constitué d'une face en lentille de Fresnel côté objectif, et d'un dépoli côté oculaire. La mise en œuvre de la matière plastique moulée dans les années 1950 a permis le développement de la visée reflex, dans les années 1950.
La marque Exacta a proposé les premiers appareils photographiques à visée reflex dès 1933. Le pentaprisme en toit pour redresser l'image a été introduit plus tard. Certains appareils reflex moyen format comme les Hasselblad en version de base en sont dépourvus, pour permettre la visée par au-dessus.